# Positiv semidefinite Funktion
Eine positiv semidefinite Funktion ist eine spezielle komplexwertige Funktion, die meist auf den reellen Zahlen oder allgemeiner auf Gruppen definiert wird. Verwendung finden diese Funktionen beispielsweise bei der Formulierung des Satzes von Bochner, der die charakteristischen Funktionen in der Stochastik beschreibt.

## Definition
Eine Funktion
{\displaystyle \varphi \colon \mathbb {R} ^{d}\to \mathbb {C} }
heißt eine positiv semidefinite Funktion, wenn für alle {\displaystyle n\in \mathbb {N} } und alle {\displaystyle t_{1},t_{2},\dotsc ,t_{n}\in \mathbb {R} ^{d}} und alle {\displaystyle z_{1},z_{2},\ldots ,z_{n}\in \mathbb {C} } gilt, dass
{\displaystyle \sum _{i=1}^{n}\sum _{k=1}^{n}\varphi (t_{i}-t_{k})\cdot z_{i}\cdot {\overline {z_{k}}}\geq 0}
ist. Allgemeiner heißt eine Abbildung von einer (hier multiplikativ geschriebenen) Gruppe
{\displaystyle \varphi \colon (G,\cdot )\to \mathbb {C} }
eine positiv semidefinite Abbildung, wenn für alle {\displaystyle n\in \mathbb {N} } und alle {\displaystyle t_{1},t_{2},\dotsc ,t_{n}\in G} und alle {\displaystyle z_{1},z_{2},\ldots ,z_{n}\in \mathbb {C} } gilt:
{\displaystyle \sum _{i=1}^{n}\sum _{k=1}^{n}\varphi (t_{i}\cdot t_{k}^{-1})\cdot z_{i}\cdot {\overline {z_{k}}}\geq 0}.

## Alternative Definition
Alternativ lässt sich eine positiv semidefinite Funktion definieren als eine Funktion, bei der für alle {\displaystyle n\in \mathbb {N} } die Matrix
{\displaystyle A=(\varphi (t_{i}\cdot t_{k}^{-1}))_{i,k=1,\dots ,n}}
eine positiv semidefinite Matrix ist.

## Auftreten
Positiv semidefinite Funktionen treten beispielsweise in der Stochastik auf. Dort wird ausgehend von trennenden Familien gezeigt, dass die Wahrscheinlichkeitsmaße auf {\displaystyle \mathbb {R} ^{d}} durch die Angabe einer charakteristischen Funktion eindeutig bestimmt sind. Somit existiert eine Bijektion zwischen den Wahrscheinlichkeitsmaßen und den charakteristischen Funktionen. Die Menge der charakteristischen Funktionen bleibt dabei aber unklar, sprich für eine vorgegebene Funktion ist nicht offensichtlich, ob es sich um die charakteristische Funktion eines Wahrscheinlichkeitsmaßes handelt oder nicht.
Der Satz von Bochner beschreibt die charakteristischen Funktionen nun vollständig mithilfe der positiv semidefiniten Funktionen: Eine stetige Funktion {\displaystyle f} von {\displaystyle \mathbb {R} ^{d}} nach {\displaystyle \mathbb {C} } ist genau dann die charakteristische Funktion eines Wahrscheinlichkeitsmaßes, wenn sie positiv semidefinit ist und {\displaystyle f(0)=1} ist.